# Judy Kimball Simon
Judy Kimball Simon, född 17 juni 1938 i Sioux City i Iowa, är en amerikansk golfspelare.
Kimball kom från en familj som var engagerad inom olika idrotter. Hennes far hade en sportaffär och var scout för Chicago White Sox. Hon började att spela golf då hon var 16 år och blev medlem på den amerikanska LPGA-touren 1961 efter en amatörkarriär där hon inte dominerade tävlingarna. Hon spelade på touren i 18 år och hon vann tre LPGA-tävlingar inklusive segern i majortävlingen LPGA Championship 1962.
Hon drog sig tillbaka från tävlingsgolfen 1977.

## Meriter

### Majorsegrar
- 1962 LPGA Championship

### LPGA-segrar
- 1961 American Women's Golf Open
- 1971 O'Sullivan Open

### Övriga segrar
- 1966 Yankee Women's Open (med Gloria Ehret)
- 1971 LPGA Four-Ball Championship (med Kathy Whitworth)

### Utmärkelser
- 1962 Los Angeles Times Woman golfer of the year
- 1993 Iowa Golf Hall of Fame

| Majorsegrare genom tiderna                                                                                    |                 |              |                |               |
| 100 olika spelare har vunnit i damernas majortävlingar. Judy Kimball var den 25:e spelaren som vann en major. |                 |              |                |               |
| 1:a | 24:e            | 25:e         | 26:e           | 100:e         |
| Mrs. Lee Mida                                                                                                 | Murle Lindstrom | Judy Kimball | Marilynn Smith | Paula Creamer |
| Lista över golfens majorsegrare                                                                               |                 |              |                |               |